# Поклингтон
Поклингтон (англ. Pocklington Reef) — коралловый риф и преимущественно погружённый атолл в Соломоновом море. Административно является частью провинции Милн-Бей, Папуа — Новая Гвинея. Расположен в 162,4 км от ближайшего острова (остров Россел в арх. Луизиада). Риф составляет 32 км в длину и 4 км в ширину. Протянулся с северо-востока на юго-запад.
Северная дуга рифа находится ближе к поверхности воды и местами поднимается выше уровня моря. В северо-восточной части рифа имеется небольшая территория (менее 1 га), покрытая песком. 28 апреля 1962 года панамское судно SS Dona Ourania напоролось на риф Поклингтон.